# 광주 미국문화원 제2차 방화 사건
광주 미국 문화원 2차 방화 사건(光州美文化院第二次放火事件)은 1982년 11월 20일 전라남도 광주시에 있는 광주 미국 문화원에 대학생들이 방화를 저지른 반미주의 운동이다.

## 같이 보기
- 반미주의
- 광주 민주화 운동 (1980년)
- 광주 미국문화원 방화 사건(1980년 12월)
- 부산 미국 문화원 방화사건(1982년 3월)
- 강원대생 성조기 공개 소각 사건(1982년 4월)
- 미국문화원 점거 농성 사건 (1985년)
- 대구 미 문화원 폭파 사건(1983년 9월)
- 부산 미 문화원 투석사건(1985년 4월)